# Sinister 2. – Az átkozott ház
A Sinister 2. – Az átkozott ház (eredeti cím: Sinister 2) 2015-ben bemutatott amerikai film, amelyet Ciaran Foy rendezett. A Sinister folytatása.
A forgatókönyvet C. Robert Cargill és Scott Derrickson írta. A producerei Jason Blum, Scott Derrickson és Brian Kavanaugh-Jones. A főszerepekben James Ransone, Shannyn Sossamon, Robert Daniel Sloan, Dartanian Sloan és Lea Coco láthatók. A film zeneszerzője a Tomandandy. A film gyártója az Alliance Films, az Automatik Entertainment, a Blumhouse Productions, az Entertainment One, az IM Global és a Tank Caterpillar, Inc., forgalmazója a Gramercy Pictures. Műfaja horrorfilm.
Amerikában 2015. augusztus 21-én, Magyarországon 2015. augusztus 20-án mutatták be a mozikban.

## Szereplők
| Szereplő                                        | Színész             | Magyar hang     |
| ----------------------------------------------- | ------------------- | --------------- |
| Rendőr                                          | James Ransone       | Szatory Dávid   |
| Courtney Collins                                | Shannyn Sossamon    | Hay Anna        |
| Dylan Collins                                   | Robert Daniel Sloan | Ács Balázs      |
| Zach Collins                                    | Dartanian Sloan     | Pál Dániel Máté |
| Clint Collins                                   | Lea Coco            | Welker Gábor    |
| Dr. Stomberg                                    | Tate Ellington      | Kovács Lehel    |
| Rodriguez atya                                  | John Beasley        | Barbinek Péter  |
| Milo                                            | Lucas Jade Zumann   | Ducsai Ábel     |
| Ted                                             | Jaden Klein         | Ducsai Bende    |
| Emma                                            | Laila Haley         | Károlyi Lili    |
| Peter                                           | Caden M. Fritz      | Szolnoki Balázs |
| Catherine                                       | Olivia Rainey       | Stern Hanna     |
| Biztonsági őr                                   | Tory O. Davis       | Hannus Zoltán   |
| Shermer                                         | Howie Johnson       | Törköly Levente |
| További magyar hangok                           |                     |                 |
| Formán Bálint, Hábermann Lívia, Nádasi Veronika |                     |                 |